# Anderson Cooper 360°
Pour les articles homonymes, voir Cooper.
Anderson Cooper 360° est une émission d'information américaine quotidienne, de seconde partie de soirée, présentée par le journaliste et reporter américain Anderson Cooper et diffusée depuis 2003 sur la chaîne d'information en continu CNN. La première partie de l'émission, qui dure deux heures, est également diffusée sur CNN International.
L'émission est enregistrée et diffusée en direct des studios du Time Warner Center à New York.